# 福岡県道517号吉塚停車場線
福岡県道517号吉塚停車場線（ふくおかけんどう517ごう よしづかていしゃじょうせん）は、福岡県福岡市博多区から福岡市東区に至る一般県道である。

## 概要
福岡市博多区吉塚本町から福岡市東区馬出4丁目に至る。

### 路線データ
- 起点：福岡県福岡市博多区吉塚本町（吉塚駅前交差点、福岡県道550号浜新建堅粕線交点）
- 終点：福岡県福岡市東区馬出4丁目（福岡中学校前交差点、国道3号交点）

## 路線状況

### 重複区間
- 福岡県道21号福岡直方線（福岡市東区東公園・県庁北交差点 - 福岡市東区馬出1丁目・馬出小学校前交差点）

## 地理

### 通過する自治体
- 福岡市（博多区 - 東区）

### 交差する道路
| 交差する道路                                                         | 市町村名 | 市町村名 | 交差する場所 | 交差する場所                                                                                            |
| -------------------------------------------------------------------- | -------- | -------- | ------------ | --- |
| 福岡県道550号浜新建堅粕線                                            | 福岡市   | 博多区   | 吉塚本町     | 吉塚駅前交差点 / 起点                                                                                   |
| 福岡県道550号浜新建堅粕線 / 旧道                                     | 福岡市   | 東区     | 馬出1丁目    | 馬出1丁目交差点 / 旧道起点【北緯33度36分30.1秒 東経130度25分23.1秒 / 北緯33.608361度 東経130.423083度】 |
| 福岡県道21号福岡直方線 重複区間起点                                  | 福岡市   | 東区     | 東公園       | 県庁北交差点                                                                                            |
| 福岡県道21号福岡直方線 重複区間終点 福岡県道517号吉塚停車場線 / 旧道 | 福岡市   | 東区     | 馬出2丁目    | 馬出小学校前交差点                                                                                      |
| 国道3号                                                              | 福岡市   | 東区     | 馬出4丁目    | 福岡中学校前交差点 / 終点                                                                               |

### 沿線
- JR九州鹿児島本線 吉塚駅
- 福岡県庁
- 九州大学病院
- 福岡市立福岡中学校
- ゆめタウン博多（終点付近）